# Fengxiangxi
Fengxiangxi (kinesiska: 枫香溪, 枫香溪镇) är en köping i Kina. Den ligger i provinsen Guizhou, i den sydvästra delen av landet, omkring 250 kilometer nordost om provinshuvudstaden Guiyang. Antalet invånare är 21158. Befolkningen består av 10 593 kvinnor och 10 565 män. Barn under 15 år utgör 35 %, vuxna 15-64 år 54 %, och äldre över 65 år 9,0 %.